# Stora nordiska krigets utbrott
Stora nordiska krigets utbrott ägde rum natten till den 12 februari 1700, då sachsiska trupper utan förvarning gick in i Livland. Den 20 mars erhöll den svenske kungen Karl XII besked om att danska trupper gått in i hertigdömet Holstein-Gottorp, som var i förbund med Sverige och styrt av Karl XII:s svåger, Fredrik IV. Den 20 augusti förklarade tsar Peter I av Ryssland krig mot Sverige och några dagar senare gick ryssarna till anfall mot svenska Ingermanland.

## Bakgrund
Huvudartikel: Bakgrund till Stora nordiska kriget
1699 hade en trippelallians bestående av Danmark med kung Fredrik IV, Polen med kurfurste August II och Ryssland med tsar Peter I, bildats mot Sverige. Makternas mål var att återerövra de landområden, som gått förlorade under 1600-talet och expansionen av det svenska riket. Danskarnas plan var att erövra de förlorade landskapen kring Skåne samt Holstein-Gottorp. Polackerna skulle anfalla svenska Livland och ryssarna skulle erövra provinser i Baltikum.

## Anfallet mot Sverige
Den 6 mars 1700 befann sig Karl XII i Kungsör, där han av kapten Johan Brask mottog underrättelsen om August II:s anfall mot Livland natten till den 12 februari. Kungen oroades inte över situationen och fick den 20 mars besked om att danska trupper anfallit Holstein-Gottorp. Inte heller denna krigsförklaring oroade Karl XII; han menade att situationen skulle lösa sig om han tog sig an en sak i sänder. Vid tiden fanns det redan svenska trupper i Holstein-Gottorp, då Karl XII understödde hertig Fredriks återuppbyggande av befästningar, vilka förstörts av danskarna 1697.
Karl XII hade en annan uppfattning än sina rådgivare om hur man skulle gå till väga och om man skulle ta sig an danskarna eller polackerna först. Kanslikollegium menade att man skulle sända en mindre trupp till Holstein-Gottorp och via Altonafördraget få understöd från furstendömet Lüneburg och sjömakterna. Altonafördraget uppfördes 1689 och garanterade hertig Fredrik IV:s rättigheter gentemot den danske kungen. Den svenske kungens rådgivare menade att situationen i Livland var betydligt mer hotfull, då försvaret av densamma var mycket svagt. Livlands generalguvernör Erik Dahlberg hade länge påpekat att försvaret av Livland måste förstärkas, men detta genomfördes aldrig. Vid tillfället hade en sachsisk armé på 10 000 soldater erövrat en skans på södra sidan av floden Düna och hotade Riga, som då var Sveriges största stad. Hertig Fredrik IV menade å sin sida att huvuddelen av den svenska armén skulle komma till dennes undsättning och för att inte svika sin svåger, bestämde sig Karl XII att huvudarméns mål var Danmark. Vidare ansåg Karl XII att försvaret av Livland endast kunde förstärkas med 7000 soldater, då det redan fanns 2000 i Riga. På kvällen den 13 april lämnade Karl XII Stockholm för att aldrig mer återvända och begav sig tillsammans med hertig Fredrik IV till Karlskrona, där flottan väntade.